# Bertha Pappenheim
Bertha Pappenheim, född 27 februari 1859 i Wien, död 28 maj 1936 i Neu-Isenburg, var en tysk-judisk feminist. Hon är känd för sitt engagemang mot trafficking för sexuella ändamål, vit slavhandel, och grundade år 1904 Judiska Kvinnoförbundet Jüdischer Frauenbund (JFP) för att arbeta för denna fråga. Hon är även känd, i sin egenskap av psykologisk fallstudie, som Joseph Breuers patient "Anna O". Bertha Pappenheim var österrikare, men tillbringade från 1888 och framåt sitt liv i Tyskland. 